# 잊을수는 없겠지
"잊을수는 없겠지"는 1974년에 개봉한 대한민국의 영화이다.

## 캐스팅
- 최불암
- 오경아
- 신일룡
- 황정순
- 이대엽
- 박암
- 김왕국
- 이예성
- 최준
- 이석구